# Pseudaxinella
Pseudaxinella är ett släkte av svampdjur. Pseudaxinella ingår i familjen Axinellidae.
Släktet innehåller bara arten Pseudaxinella sulcata.